# جات مصالحة
جات مصالحة أو جاط مصالحة (بالأُردية: چاٹ مصالحہ) مزيج من التوابل المسماة مصالحة مصدره جنوب آسيا تكثر إضافتة إلى طبق جات. يتكون من أمجور (مسحوق المنجة المجففة) والكمون والكزبرة والزنجبيل المجفف والملح (غالبًا الملح الأسود) والفلفل الأسود والحلتيت ومسحوق الفلفل الحار. إضافة قرم مصالحة اختياري.